# ING Arena
Die ING Arena ist eine Mehrzweckhalle auf dem Messegelände Brussels Expo auf dem Heysel-Plateau im Stadtteil Laeken/Laken der belgischen Hauptstadt Brüssel. Sie wird hauptsächlich für Konzerte, Messen, Tagungen, Sport-, Theater- und Showveranstaltungen genutzt. Auf dem Gelände befindet sich auch das für die Weltausstellung Expo 58 errichtete Atomium sowie das Nationalstadion König-Baudouin-Stadion.

## Geschichte
Die ING Arena ist die jüngste der 12 Hallen der ursprünglich für die Weltausstellung 1935 entstandenen Brussels Expo. Sie wurde 1989 als Messehalle eröffnet. 2013 fand die Umwandlung in eine Mehrzweckhalle für Konzert, Show und Sport statt. Der Umbau ist ein zentraler Punkt im Projet NEO, der Erneuerung des Heysel-Plateaus. Sie bietet für verschiedenste Veranstaltungen bis zu 15.000 Plätze und ist eine der größten Veranstaltungsarenen des Landes. Sie ist eine vielgenutzte Konzertarena.
Das Gelände der Brussels Expo ist mit dem Auto über den Ring 0, die 75 km lange Stadtautobahn der Hauptstadt, zu erreichen. Die Stadt bietet mit dem öffentliche Personennahverkehr vier Straßenbahn- sowie drei U-Bahn- und drei Buslinien. Des Weiteren stehen auf dem Gelände und Umgebung über 12.000 Parkplätze zur Verfügung. Die Stellfläche E liegt direkt an der Halle. Nördlich liegt die Stellfläche C mit allein 10.000 Plätzen.
2016 war der Dalai Lama zu einer Veranstaltung im Palais 12 zu Gast. Seit 2017 wird in der Halle jährlich der Musikpreis Music Industry Awards verliehen. Das Halbfinale im Davis Cup 2017 bestritt am 15. bis 17. September die belgische Davis-Cup-Mannschaft gegen Australien. Die Partie gewannen die Gastgeber im Palais 12 auf Sand mit 3:2. 2019 war das Palais eine von neun Spielstätten der Volleyball-Europameisterschaft der Männer in Belgien, Frankreich, den Niederlanden und Slowenien.
Im Juni 2023 schloss die Brussels Expo und ING Belgium einen Partnerschaftsvertrag. Die Palais 12 wurde im September des Jahres in ING Arena umbenannt.